# داريان دورانت
داريان دورانت (بالإنجليزية: Darian Durant)‏ هو لاعب كرة قدم أمريكية ولاعب كرة قدم كندية أمريكي، ولد في 19 أغسطس 1982 في فلورنس في الولايات المتحدة.

## وصلات خارجية
- الموقع الرسمي